# رئیس ستاد کل نیروهای مسلح ترکیه
رئیس ستاد کل نیروهای مسلح ترکیه (ترکی استانبولی: Türk Silahlı Kuvvetleri Genelkurmay Başkanı) ارشدترین جایگاه در مجموعه نیروهای مسلح ترکیه است، که ریاست ستاد کل نیروهای مسلح ترکیه را برعهده دارد و توسط رئیس‌جمهور ترکیه منصوب می‌شود. در حال حاضر ارتشبد متین گوراک رئیس ستاد کل نیروهای مسلح ترکیه است.
رئیس ستاد کل نیروهای مسلح، ارشدترین افسر در نیروهای مسلح ترکیه است. طبق قانون اساسی ترکیه، رئیس ستاد کل به رئیس‌جمهور گزارش می‌دهد و به‌عنوان فرمانده نیروهای مسلح ترکیه خدمت می‌کند. در زمان جنگ، رئیس ستاد کل به نمایندگی از رئیس‌جمهور، اختیارات فرمانده کل قوا را برعهده دارد، که این اختیارات، وظایف فرمانده کل قوا را به نمایندگی از پارلمان نشان می‌دهد. 
رئیس ستاد کل در فهرست پروتکل‌های دولتی، پس از رئیس‌جمهور، رئیس دادگاه قانون اساسی، رئیس مجلس ملی کبیر و معاون رئیس‌جمهور، در پروتکل جمهوری ترکیه، رتبه پنجم را دارد.